# Corazón guerrero
Corazón guerrero (lit: Coração Guerreiro) é uma telenovela mexicana produzida por Salvador Mejía Alejandre para TelevisaUnivision e foi exibida pelo Las Estrellas de 28 de março a 9 de setembro de 2022, substituindo Contigo sí e sendo subtituida por Mi secreto. 
É uma adaptação da telenovela argentina Valientes produzida em 2009.
É protagonizada por Alejandra Espinoza, Gonzalo García Vivanco, Oka Giner, Christian de la Campa e Rodrigo Guirao, coprotagonizada por Karena Flores e Sian Chiong e antagonizada por Altair Jarabo, Diego Olivera, Sabine Moussier e Josh Gutiérrez e atuações estelares de Aleida Núñez, Natalia Esperón, Gabriela Spanic, Pablo Valentín e Yekaterina Kiev e participaçãoes dos primeiros atores René Casados, Manuel Ojeda e Ana Martín.

## Sinopse
A novela segue os irmãos Jesús (Gonzalo García Vivanco), Damián (Rodrigo Guirao) e Samuel (Christian de la Campa), que se separam quando o pai morre e são entregues para adoção a diferentes famílias. Anos depois, Jesús consegue se reunir com seus irmãos e, diante do túmulo de seu pai, juram punir Augusto Ruíz Montalvo (Diego Olivera) por destruir sua família. Eles decidem desencadear a fúria de sua vingança contra as filhas de Augusto. Determinado a cumprir o juramento que fez diante do túmulo de seu pai, Jesús tentará silenciar seus sentimentos por Mariluz.

## Elenco
- Alejandra Espinoza - Mariluz García / Mariluz Ruiz-Montalvo García
- Gonzalo García Vivanco - Jesús Guerrero / Lizardo Sánchez Corzo
- Altair Jarabo - Carlota Ruiz-Montalvo Sandoval / Virginia Sandoval de Ruiz-Montalvo
- Oka Giner - Doménica Ruiz-Montalvo Peñalver
- Christian de la Campa - Samuel Guerrero / Samuel Sánchez Corzo
- Rodrigo Guirao - Damián Guerrero / Damián Sánchez Corzo
- Diego Olivera - Augusto Ruiz-Montalvo
- Sabine Moussier - Victoriana Peñalver de Ruiz-Montalvo
- René Casados - Heriberto Marcelino Villalba
- Josh Gutiérrez - Federico Duarte Ruiz-Montalvo
- Manuel Ojeda - Don Abel Farías Ojeda
- Aleida Núñez - Selena Recuero
- Ana Martín - Concepción "Conchita" García
- Natalia Esperón - Guadalupe García
- Karena Flores - Emma Ruiz-Montalvo Peñalver
- Sian Chiong - Adrián Guerrero / Adrián Duarte Sánchez
- Gabriela Spanic - Elisa Corzo vda. de Sánchez / Frida / Elías Guerrero
- Juan Colucho - Patricio Salgado
- Eduardo Yáñez - Octavio Sánchez
- Pablo Valentín - Valero
- Rafael del Villar - Gabino Beltrán
- Yekaterina Kiev - Micaela
- Sergio Acosta - Bautista
- Emilio Galván - Saúl
- Luis Lauro - Iker Fonseca
- Cristián Gamero - Isaías Cabrera
- Pamela Cervantes - Fabiola
- Patricio de Rodas - Rodrigo
- Patricia Maqueo - Belén
- Raúl Otero - Sergio
- Samantha Vázquez - Dolores "Lola"
- Fernanda Rivas - Renata
- Diego Arancivia - Gustavo "Gus"
- Michelle Polanco - Laura
- Ignacio Guadalupe - Óscar
- Paola Rojas - Ela mesma
- Haydee Navarrá - la Dra. Sabina Vega
- Kelchie Arizmendi - Eloísa
- Arturo Vázquez - Celestino
- Carlos Larrañaga - Anselmo
- Tanya Vázquez - Briana Guillen
- José Luis Duval - Santiago
- Susana Diazayas - Lorena Pullada
- Claudia Ortega - Lina
- Jessica Decote - Viviana Magallón
- Itza Sodi - Lucas
- Rafael Amador - Rogelio Magallón
- Tania Nicole - Mariluz Ruiz-Montalvo García (niña)
- Mariano Ramos - Lizardo Sánchez Corzo (niño)

## Produção
A novela foi anunciada em 31 de outubro de 2021, durante a apresentação da programação para 2022. Em 25 de novembro de 2021, foi anunciada a reentrada do produtor Salvador Mejía Alejandre na TelevisaUnivision, além do fato de que ele vai liderar a novela. a produção da novela começou a ser filmada em 17 de janeiro de 2022, em um local em Xochimilco, Cidade do México, com Jorge Robles e Edgar Ramírez encarregados da direção de palco; Vivian Sánchez Ross, Adrián Frutos Maza e Esteban de Llaca são responsáveis pela direção de câmeras e fotografia.

### Seleção de elenco
Em 25 de novembro de 2021, os primeiros nomes dos principais membros do elenco foram confirmados, entre eles: Alejandra Espinoza —em seu papel principal—, Rodrigo Guirao Díaz, Christian de la Campa, Gonzalo García Vivanco, Marlene Favela, Sabine Moussier, Ana Martín e Diego Olivera.11 Em 9 de dezembro de 2021, Gabriela Spanic foi confirmada como mais uma integrante do elenco, sendo La usurpadora, o último trabalho que ela fez para Mejía Alejandre. Por meio de nota publicada no site da Univision em 7 de janeiro, 2022, Eduardo Yáñez foi confirmado com participação especial. Natalia Esperón confirmou sua participação em 8 de janeiro de 2022, depois de estar ausente da televisão por 10 anos.

## Exibição Internacional
| Hungria        | Háborgó szivek   | TV2              |
| Venezuela      | Corazón Guerrero | Venevision       |
| Equador        | Corazón Guerrero | TVC              |
| Honduras       | Corazón Guerrero | Telecadena       |
| Canadá         | Corazón Guerrero | Univision Canadá |
| El Salvador    | Corazón Guerrero | Canal 2          |
| Panamá         | Corazón Guerrero | Telemetro        |
| Estados Unidos | Corazón Guerrero | Univision        |
| Espanha        | Corazón Guerrero | Nova             |
| Níger          | Daring Heart     | Ait              |
| Quênia         | Daring Heart     | Citizen TV Kenya |
| França         | Cœur guerrier    | La 1ère          |

## Audiência
| Horário             | # Eps. | Estreia             | Estreia           | Final                  | Final           | Posição | Temporada | Classificação geral |
| Horário             | # Eps. | Data                | Primeiro capítulo | Data                   | Último capítulo | Posição | Temporada | Classificação geral |
| ------------------- | ------ | ------------------- | ----------------- | ---------------------- | --------------- | ------- | --------- | ------------------- |
| Segunda—Sexta 16h30 | 120    | 28 de março de 2022 | 2.2               | 09 de setembro de 2022 | 2.5             | #1      | 2022      | 2.22                |